# Bravo basket cup
Bravo Basket Cup är en basketcup som spelas under Kristi himmelsfärds-helgen. Cupen anordnas av Duvbo Basket och Solna Vikings. Matcherna spelas runt om i Solna och Sundbyberg. Finalerna brukar spelas i Duvbo Baskets hemmahall Löthallen eller Solnahallen. Under tidigt 2010-tal brukade turneringen i snitt locka cirka 200 deltagande lag.
Det spelas även nordiska mästerskapen där Sverige, Finland, Norge, Danmark och Island med mera deltar. Landslagen är oftast U18-lag och U16. I cupen deltar lag från Finland. Danmark, Island samt baltiska lag och ibland även lag från Ryssland. 
Lagen brukar delas upp i olika grupper, A, B, C beroende på hur många lag som anmäler sig. De två första lagen i varje grupp kommer vidare till slutspel där 1:an i grupp A möter 2:an i grupp B och tvärtom. Domarna brukar ofta vara från andra länder som t.ex. Tyskland, Finland, Norge och andra närliggande länder.

### Fotnoter
1. ↑  ”Helgtips i Solna”. Solna kommun. 25 februari 2010. Arkiverad från originalet den 10 juli 2015. https://web.archive.org/web/20150710023733/https://www.solna.se/sv/om-solna/nyheter-om-solna/helgtips-i-solna9/. Läst 7 juli 2015.